# André Lugiez
André Lugiez, né le 13 juin 1910 à Lille et mort le 7 janvier 1969 à Nice, est un résistant français, Compagnon de la Libération. Vétéran de la bataille de France, il s'engage dans la résistance intérieure française après l'armistice du 22 juin 1940 et se distingue dans de nombreuses opérations de sabotage aux cours desquelles il est plusieurs fois blessé et arrêté.

## Biographie

### Jeunesse et engagement
Né à Lille le 13 juin 1910, André Lugiez effectue des études universitaires avant de faire son service militaire en tant que mitrailleur à la frontière avec l'Espagne.

### Seconde Guerre mondiale
Lors de la mobilisation française de 1939, il est affecté comme aspirant dans l'artillerie antichar et participe à la bataille de France. Après l'armistice du 22 juin 1940, il retourne dans le Nord et rejoint la résistance et se fait arrêter une première fois par les Allemands en 1942. Une fois libéré, il se consacre au sabotage du matériel de la Luftwaffe dans la région Nord-Pas-de-calais. Le 23 avril 1943, à Hardelot-Plage, au cours d'une opération de sabotage d'une ligne à haute-tension, il est dénoncé et arrêté. D'abord entre les mains de la Feldgendarmerie puis de la Gestapo, il subit plusieurs jours d'interrogatoires et de brutalités sans pour autant livrer d'informations. Le 30 avril, il est déporté au camp d'Innsbruck-Reichnau. Après plusieurs semaines de travaux forcés, il réussit à fausser compagnie à ses gardes. Passant par le Tyrol et par Munich, il parvient à rejoindre la France le 12 juin 1943 et reprenant contact avec la résistance, fournit de précieuses informations aux alliés concernant les transports de troupes et de matériel entre allemands et italiens sur la ligne du Brenner.
Entré dans la clandestinité totale au sein de l'Organisation de résistance de l'Armée, il est activement recherché par la Gestapo. Réfugié à Saint-Omer où il se cache dans une péniche, puis au château de Wambercourt, il supervise les opérations de sabotage d'un grand nombre d'installations ennemies. Blessé par balle en septembre 1943 au cours d'un sabotage sur un parc de camions, il parvient néanmoins à s'enfuir puis, sous une fausse identité, il se fait embaucher comme ouvrier sur les chantiers des futures rampes de lancement de V1 et de la coupole d'Helfaut. Il a ainsi l'occasion d'effectuer plusieurs sabotages à l'intérieur des installations. En août 1944, après avoir obtenu un laisser-passer grâce à un informateur allemand, il se fait embaucher dans l'équipe chargée de livrer du matériel électrique à l'aérodrome de Lesquin. Il profite de sa présence pour reconnaître soigneusement les lieux puis, quelques jours plus tard, s'y infiltre de nuit pour placer des explosifs. Toutes les installations allemandes étant détruites, André Lugiez est promu lieutenant à titre exceptionnel.
Du 25 août au 2 septembre 1944, il attaque sans relâche les nombreux convois allemands qui sillonnent la région. Le 3 septembre, lors de combats pour la libération de Saint-André-lez-Lille, il est pris à partie par une colonne de chenillettes ennemies qui le blesse très grièvement à la colonne vertébrale. Hospitalisé à l'hôpital militaire de Lille, il y reste alité pendant huit mois et doit subir de nombreuses interventions chirurgicales.

### Après-Guerre
Après le conflit, il devient électricien-radio mais les graves séquelles dues à ses blessures de guerre le contraignent à cesser prématurément ses activités. André Lugiez meurt le 7 janvier 1969 à Nice où il est inhumé.

## Décorations
|  |  |  |  |  |  |
|  |  |  |  |  |  |

| Chevalier de la Légion d'honneur | Chevalier de la Légion d'honneur | Chevalier de la Légion d'honneur | Compagnon de la Libération Par décret du 28 mai 1945 | Compagnon de la Libération Par décret du 28 mai 1945 | Compagnon de la Libération Par décret du 28 mai 1945 | Croix de guerre 1939-1945 Avec une palme | Croix de guerre 1939-1945 Avec une palme | Croix de guerre 1939-1945 Avec une palme |
| Médaille des évadés              |                                  |                                  |                                                      |                                                      |                                                      |                                          |                                          |                                          |